# Veritrade
Veritrade es una compañía privada de inteligencia comercial fundada en 1999 que se dedica a brindar información acerca del comercio internacional de múltiples países en la forma de publicaciones digitales.

## Productos (publicaciones digitales)
Veritrade desarrolla publicaciones digitales especializadas para la lectura y el análisis de la información del comercio internacional de cada país: Veritrade Business, Veritrade Analytic, Veritrade Motors y Verinews.

## Colaboración con medios de comunicación
Veritrade colabora con distintos medios de comunicación impresa y digital en el Perú, entre los que destacan diarios como El Comercio y Gestión, brindando información sobre comercio exterior en distintas industrias.
En mayo de 2014, Veritrade brindó información sobre comercio exterior relevante a la investigación de un caso de homicidio, utilizada por un reportaje de televisión local.